# Circuit urbain de la Baie de Biscayne
Le circuit urbain de la Baie de Biscayne est un circuit automobile temporaire empruntant les rues de la ville de Miami. Il a accueilli l'unique édition de l’ePrix de Miami comptant pour la première saison du championnat de Formule E FIA.

## Historique
Miami et sa région ont une histoire commune ancienne avec le sport automobile. En effet, ils ont par le passé accueilli le championnat IMSA GT, les Trans-Am Series, l'American Le Mans Series et l'IndyCar Series, le championnat nord-américain de monoplace.
Andretti Sports Marketing a été nommé pour organiser l'événement tandis que la société Ayesa est chargé de créer le parcours de l'eprix.
L'unique course de Formule E a lieu lors de la saison inaugurale le 14 mars 2015. Jean-Éric Vergne obtient la pole mais c'est Nicolas Prost, un autre français, qui remporte la course,. Ce sera sa seule victoire de la saison.
Malgré le succès populaire, la Formule E ne reviendra pas les années suivantes à Miami, notamment à cause de plaintes venant d'écologistes.
En 2017, le circuit et plus généralement la ville sont visités dans l'optique d'accueillir la Formule 1.

## Environnement

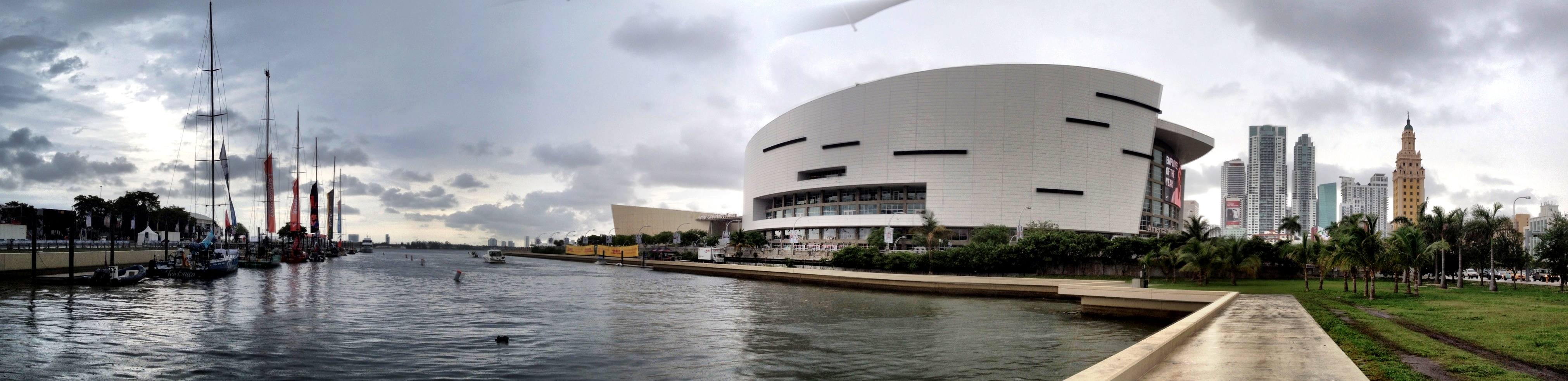
Vue de la baie de Biscayne et de l'American Airlines Arena.

Le circuit s'étend le long de la baie de Biscayne qui lui donne son nom. Il est situé à Overtown, une des quartiers les plus pauvres de la ville. La partie nord du tracé passe sous le MacArthur Causeway, tout en se trouvant à proximité immédiate du Museum Park (en) et du Pérez Art Museum Miami, un musée d'art contemporain. La partie sud ainsi que la voie des stands englobent quant à elles l'American Airlines Arena qui accueille la franchise de la NBA, le Heat de Miami.

## Tracé
Le circuit urbain de la Baie de Biscayne a été conçu par la société espagnole Ayesa, qui a dans le passé conçu le circuit urbain de Valence accueillant le Grand Prix automobile d'Europe en Formule 1.
De sens horaire, il est long de 2,169 km et comprend huit virages, tous à 90°. Contrairement aux autres circuits visités durant la saison, il ne comporte aucune chicane. Il emprunte les deux voies du boulevard de Biscayne (en) et contourne l'American Airlines Arena lors de la fin du tour. Le premier virage est considéré comme étant l'endroit le plus propice aux dépassements.
Une autre particularité du tracé est l'emplacement de la voie des stands, située non pas parallèlement à la ligne droite de départ/arrivée mais entre les virages six et sept.
À noter que d'après le Miami New Times, une partie d'une rue a été refaite pour un montant d'un million de dollars pris en charge par les promoteurs.